# Pyrgomorpha johnseni
Pyrgomorpha johnseni is een rechtvleugelig insect uit de familie Pyrgomorphidae. De wetenschappelijke naam van deze soort is voor het eerst geldig gepubliceerd in 1999 door Schmidt.